# Aarlanderveen Molen No.2
De 2e molen of middenmolen van de Molenviergang Aarlanderveen ligt ongeveer 1,5 km ten westen van Zwammerdam, ten noorden van de Oude Rijn. De huidige molen is in 1869 gebouwd ter vervanging van een eerdere molen uit 1786, die in 1868 afbrandde. De poldermolen is eigendom van Stichting Molenviergang Aarlanderveen sinds 1963. Het binnenwerk is uitgerust met een scheprad met een diameter van 6,12 m. De molen bemaalt als middenmolen de drooggemaakte polder aan de westzijde van Aarlanderveen.
De molen uit 1786 werd gebouwd door Dirk Spruijtenburg en de metselaar Leendert van der Starre. De herbouw uit 1869 werd door molenmaker Willem Frederik Looman jr gebouwd. De grondzeiler heeft een stenen voet met achtkantige houten opbouw en is riet gedekt. Het heeft een groene baard met de tekst "ANNO 1869". In 1956 werd de molen hersteld en verbouwd. In 1974 en 1975 werd de, door verzakking scheefstaande molen, rechtgezet. In 1995 werd als gevolg van een doorweekte kade, de molen tijdelijk buiten werking gesteld. In 1998 werd de kap voor een gedeelte vernieuw en in 2010 volgde groot onderhoud.